# Perna de pau

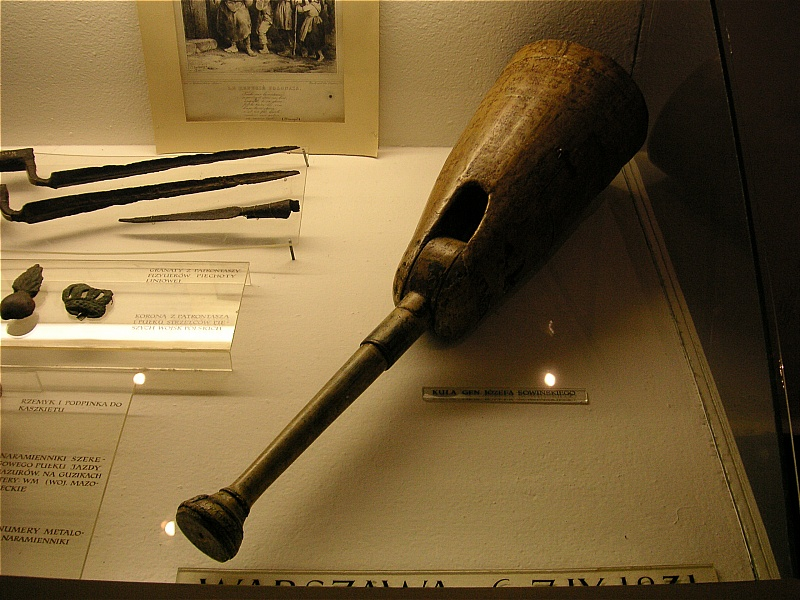
Perna de pau que pertenceu a Józef Sowiński.

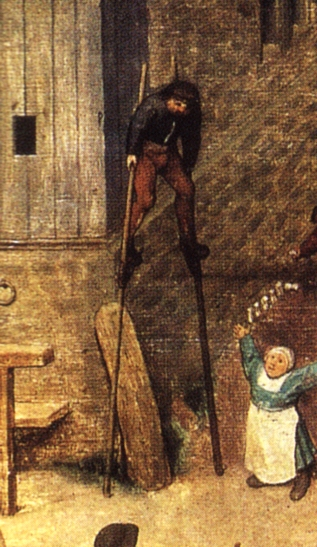
Detalhe da pintura Die Kinderspiele ("brinquedos de criança") de Pieter Bruegel, o Velho (1560).

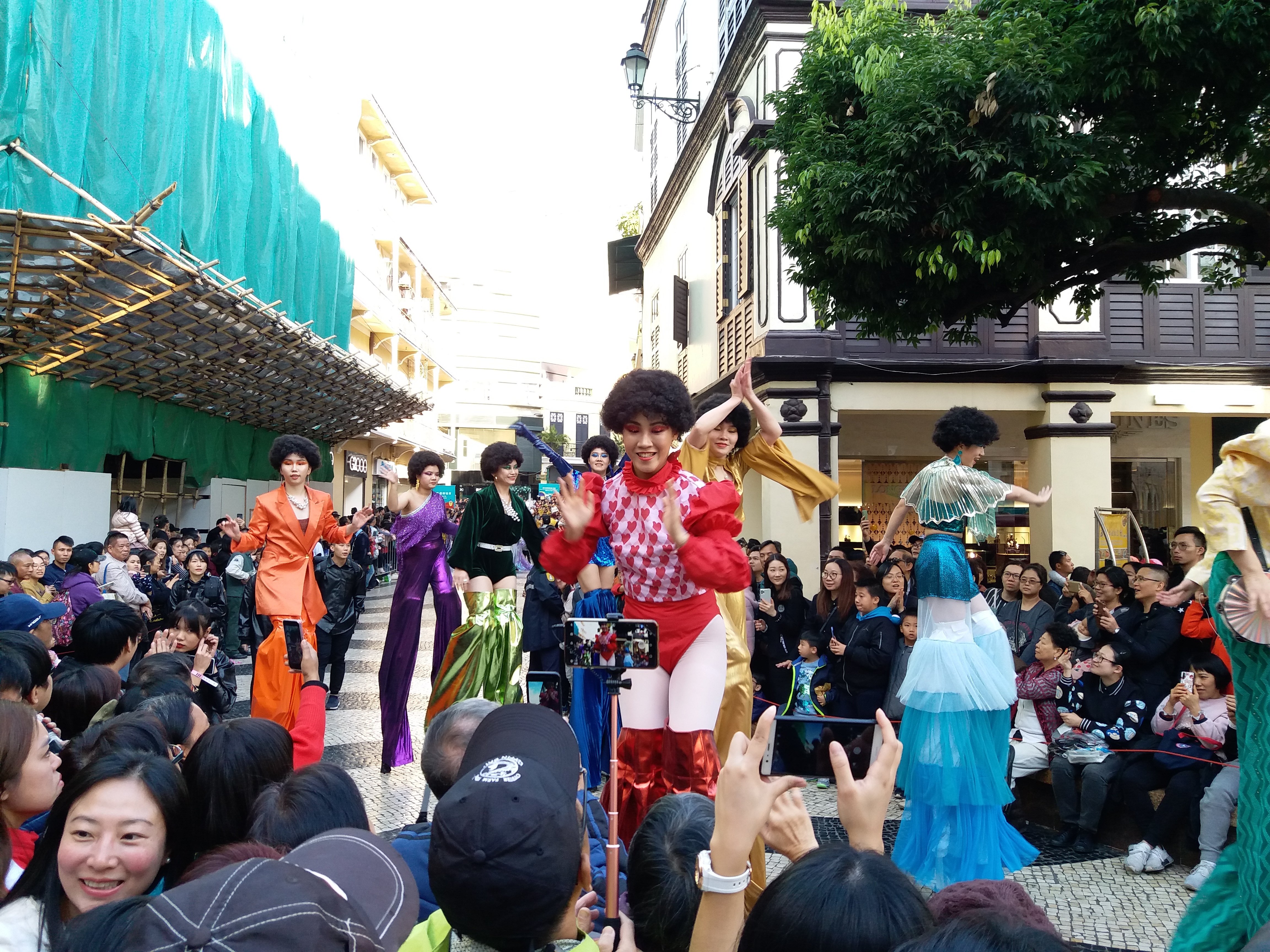
Artistas em Macau.

A perna de pau (português brasileiro) ou andas (português europeu) é um tipo de membro artificial (prótese), destinado a substituir um membro inferior natural, extirpado por algum motivo. Feita em madeira, é adaptada ao toco remanescente do membro, a fim de possibilitar a locomoção.
As pernas de pau eram manufaturadas individualmente e, na cultura, estão associadas à figura dos piratas, nomeadamente em livros, banda desenhada, filmes e desenhos animados.
Os formatos e materiais destas próteses evoluíram, algumas permitindo até a realização de atividades desportivas.

## Outras acepções
O objeto deu origem à expressão perna-de-pau, com o significado de jogador de futebol inábil e, por analogia, qualquer indivíduo medíocre ou desajeitado no que faz.
Perna-de-pau também é o nome popular da ave maçaricão (Himantopus himantopus mexicanus).

## Cultura circense
No circo e nas atividades lúdicas, perna de pau é o nome que se dá ao equipamento "em que os praticantes alteram sua estatura normal utilizando basicamente um aparelho também conhecido como perna de pau. No entanto, não se exclui a possibilidade de utilizar outros aparelhos ou objetos materiais que permitam estas modificações de altura.", como define Marco Antônio Coelho Bortoleto.

## Brinquedo infantil
Brincar com pernas de pau na infância faz parte de muitas culturas, sendo que o mesmo ocorre nos países lusófonos.

## Personalidades que usaram perna de pau
- Blas de Lezo (1687-1741), almirante espanhol;
- Clayton Bates (apelidado Peg Leg Bates, 1907-1998), dançarino estadunidense;
- Cornelis Jol, (1597-1641), pirata;
- François le Clerc (~1554), pirata;
- Józef Sowiński (1777–1831), general polaco;
- Peter Stuyvesant (1612-1672), holandês, diretor-geral de Nova Amsterdã.

## Personagens de ficção que usam perna de pau
- Alastor "Olho-Doido" Moody, personagem de Harry Potter em livros e filmes, a partir do quarto volume da série, "Ordem da Fênix";
- Capitão Ahab, personagem de "Moby Dick;
- Long John Silver, personagem de "A Ilha do Tesouro";
- Seamus, personagem da série animada de televisão estadunidense "Family Guy";
- Silas Wegg, personagem em "Our Mutual Friend" de Charles Dickens.

## Música
No Brasil, a marchinha carnavalesca "Pirata da Perna de Pau", de Braguinha, popularizou a figura dessa prótese. Em sua letra, diz: "Eu sou o pirata da perna de pau / Do olho de vidro / da cara de mau. A música teve diversas gravações desde seu lançamento em 1946, servindo para popularizar o cantor Nuno Roland.